# George Wilkinson
George Wilkinson (Gorton, 3 marzo 1879 – Hyde, 7 agosto 1946) è stato un pallanuotista e nuotatore britannico.

## Carriera
Wilkinson è accreditato dal CIO come vincitore del torneo di pallanuoto ai Giochi della II Olimpiade con l'Osborne Swimming Club #1, in rappresentanza della Gran Bretagna. La squadra britannica prevalse nettamente su tutte le altre squadre, terminando il torneo imbattuta e con ventinove reti realizzate in tre partite, subendone solo tre. Caddero sotto la potenza bretone i francesi del Tritons Lillois, battuti 12-0, i francesi dei Pupilles de Neptune de Lille #2, per 10-1, e i belgi del Brussels Swimming and Water Polo Club, battuti in finale per 7-2. Tuttavia risulta che Wilkinson disputò un incontro a Walsall durante il torneo olimpico.
Otto anni dopo partecipò alle Olimpiadi di Londra, dove la sua nazionale disputò solamente la finale del torneo. In questa partita Wilkinson segna quattro reti, conquistando la seconda medaglia d'oro e laureandosi come secondo miglior marcatore del torneo. Alla Olimpiade successiva, a Stoccolma, vince il terzo oro olimpico, battendo in finale l'Austria per 8-0.

## Palmarès
- Oro ai Giochi olimpici di Parigi 1900
- Oro ai Giochi olimpici di Londra 1908
- Oro ai Giochi olimpici di Stoccolma 1912